# Queer horror

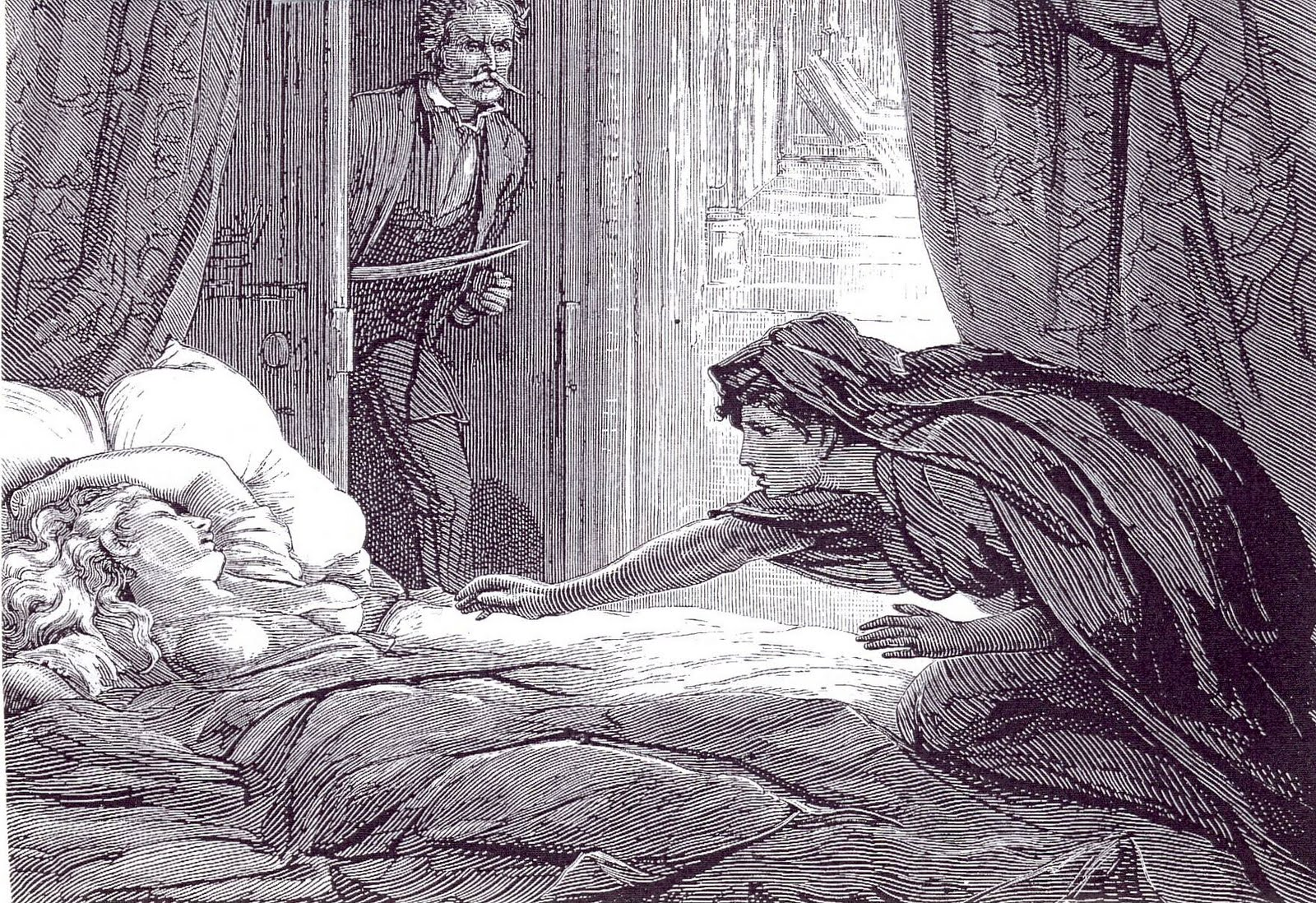
Ilustracja DH Fristona do pierwszego wydania lesbijskiej wampirzej powieści Carmilla (1872) Sheridana Le Fanu.

Queer horror – podgatunek horroru, który skupia się na postaciach i tematach LGBT. Do podgatunku zaliczają się zarówno dzieła zawierające postacie będące otwarcie LGBT, jak i te kodowane. Analogicznie, w zależności od daty powstania queer horroru, może on zawierać wątki otwarcie dotyczące seksualności, miłości lub uczucia wobec osób tej samej płci lub po prostu wrażliwości, która ma szczególne znaczenie dla osób LGBT. 

## Historia i charakterystyka

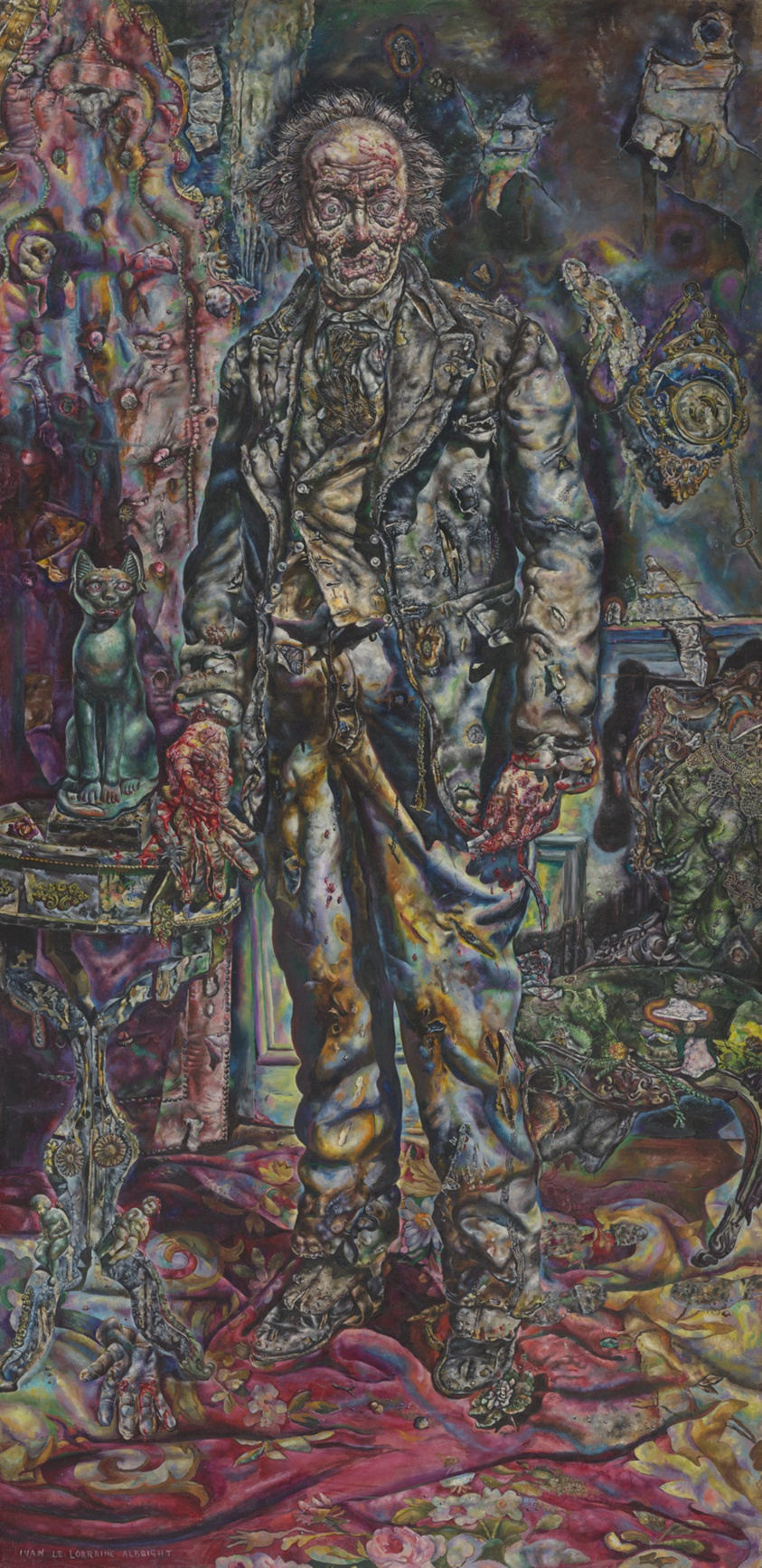
Przerażający obraz będący centrum horroru Oscara Wilde'a Portret Doriana Graya, namalowany przez Ivana Albrighta do adaptacji filmowej z 1945 roku.

James Jenkins z Valancourt Books zauważa, że związek między gejowską fikcją a horrorem sięga powieści gotyckich z lat 90. XVIII wieku i początku XIX wieku. Wielu gotyckich autorów, takich jak Matthew Lewis, William Thomas Beckford i Francis Lathom, byli homoseksualnych, a według Jenkinsa „tradycyjnym wyjaśnieniem połączenia queeru i horroru jest to, że nie mogli wtedy otwarcie pisać o gejowskich tematach (lub nawet może je wyrazić, ponieważ słowa takie jak "gej" i "homoseksualny" nie istniały), więc sublimują je i wyrażają w bardziej akceptowalnych formach, używając medium gatunku transgresywnego, takiego jak horror”. Wczesne prace z wyraźnym gejowskim podtekstem obejmują Mnicha Lewisa (1796) oraz The Fatal Revenge (1807) i Melmoth the Wanderer (1820) Charlesa Maturina. Nieco później pojawiła się pierwsza lesbijska powieść o wampirach Carmilla (1872) Sheridana Le Fanu oraz Portret Doriana Graya (1890) Oscara Wilde'a, która zaskoczyła czytelników zmysłowością i jawnie homoseksualnymi postaciami. Podtekst homoseksualny istnieje nawet w Drakuli Brama Stokera (1897) – tytułowa postać przepędza żeńskie wampiry i "zatrzymuje dla siebie" Jonathana Harkera, mówiąc: „Ten człowiek należy do mnie!”. Richard S. Primuth z The Gay & Lesbian Review Worldwide pisze, że Stoker (nieujawniony gej i bliski przyjaciel Oscara Wilde'a) zaczął pisać Draculę, gdy Wilde został skazany na ciężką pracę po procesie o sodomię. Talia Schaffer pisze w ELH, że "Drakula bada strach i niepokój Stokera jako ukrytego geja podczas procesu Oscara Wilde'a... Ta szczególna tonacja horroru wywodzi się z emocji Stokera w tym wyjątkowym momencie historii gejowskiej". Erotyczna metafora wampiryzmu, zainspirowana Carmillą, zaowocowała licznymi filmami o wampirach od lat 70. XX wieku silnie sugerującymi lub wyraźnie przedstawiającymi lesbianizm.
James R. Keller pisze w szczególności: „Czytelnicy gejowscy i lesbijscy szybko identyfikują się z reprezentacją wampira, sugerując, że te doświadczenia są podobne do doświadczeń seksualnego outsidera”. Richard Dyer omawia powtarzające się homoerotyczne motywy wampirzej fikcji w swoim artykule „Dzieci nocy”, przede wszystkim „konieczność zachowania tajemnicy, utrzymywanie zakazanej namiętności i lęk przed odkryciem”. Ponieważ wampir był powtarzającą się metaforą pożądania osób tej samej płci przed Drakulą Stokera, Dyer zauważa, że historycznie wcześniejsze przedstawienia wampirów zwykle ewokują horror, a później zamieniają go w świętowanie. Homoerotyczny wydźwięk słynnej serii Kroniki wampirów Anne Rice (1976-2014) jest dobrze udokumentowany a jej publikacja wzmocniła „szeroko uznane paralele między queerem a wampirem”.
Historycznie kontrola przemysłu książkowego przez większych wydawców utrudniała dystrybucję coraz bardziej jawnych treści gejowskich. Queer horror zyskał na sile dzięki pojawieniu się powieści pulpowej, tanim sposobie wytwarzania powieści w miękkiej oprawie, który zyskał na popularności podczas II wojny światowej. Three on a Broomstick (1967) Dona Holliday jest wczesnym przykładem pulpowego queer horroru.
Chociaż Kodeks Haysa zabraniał przedstawiania postaci lub tematów LGBT przez cały okres swojego istnienia od 1930 do 1968 r., niektóre filmy, takie jak Córka Draculi (1936) i Nawiedzony dom (1963), przekraczały granice, pokazując zawartość dozwoloną w ramach wytycznych, kodując ją tak, aby geje i lesbijki mogli zobaczyć podtekst LGBT, ale żeby ci, którzy decydowali się go zignorować, nadal mogli.

## Współczesny queer horror
Współczesna literatura grozy coraz częściej podejmuje tematy związane z LGBTQ+, co wynika z charakterystycznego dla tego gatunku ukierunkowania na ciało, pragnienia oraz lęk. Gatunek znajduje się w wyjątkowej pozycji, aby poruszać kwestie normatywności oraz tożsamości społecznej. Przykładem może być powieść The Route of Ice and Salt José Luisa Zárate'a z 1998, która reinterpretując motyw rejsu Demeter z Draculi Brama Stokera, eksponuje ukrytą w pierwowzorze queerowość, czyniąc temat homoseksualizmu kapitana statku centralnym elementem narracji. Podobnie, twórczość Billy'ego Martina z lat 90. i 2000. jest znana z wprowadzania postaci gejów, gdzie autor, będąc gejowskim trans mężczyzną, często wplata własne doświadczenia w tematy poruszane w jego powieściach.
Powieść Plain Bad Heroines (2020) Emily Danforth przedstawia gotycką opowieść, w której głównymi bohaterkami są queerowe kobiety, a dzieło to odwołuje się do innych przykładów literatury grozy. Książka Co porusza martwych (2022) autorstwa T. Kingfisher to reinterpretacja Upadku domu Usherów Edgara Allana Poe, z niebinarnym protagonistą, natomiast debiutancka powieść Lee Mandelo Summer Sons (2021) bada zagadnienia związane z tożsamością płciową w estetyce subgatunku Southern Gothic.
Na przełomie lat 90. i 2000. reżyser David DeCoteau zaczął robić „horror dla kobiet”. W filmach takich jak Voodoo Academy (1999) i Przymierze (2001) często pojawiali się atrakcyjni mężczyźni w bieliźnie w sytuacjach homoerotycznych, ale nigdy były to pełnoprawne wątki gejowskie. Filmy te szybko przykuły uwagę gejów, dla których były one marketowane, ale z bezpieczną dla wytwórni etykietą „horror dla kobiet”. W 2004 r. rozpoczęła się jednocześnie produkcja dwóch filmów marketowanych jako "horror gejowski". October Moon wyreżyserował Jason Paul Collum i przedstawił on zabójczy gejowski trójkąt miłosny w stylu Fatalnego zauroczenia (1987). Hellbent wyreżyserował Paul Etheredge i był filmem slasherowym przedstawiającym historię gejów śledzonych przez zamaskowanego zabójcę podczas parady Halloween w West Hollywood w Kalifornii. Oba filmy miały premierę kinową we wrześniu 2005 roku.
Do filmowych horrorów o tematyce LGBTQ należą między innymi: Condemned (2015), Czarny łabędź (2010), Czwarty człowiek (1983), May (2002), Pitchfork (2016), Przeklęta (2005), Thelma (2017), Zagadka nieśmiertelności (1983).

### Transpłciowy body horror
Równocześnie, w ostatnich latach, w literaturze grozy pojawiło się wiele komercyjnie udanych powieści, które koncentrują się na tzw. body horror, będącym metaforą dysforii ciała oraz transfobii, jak w przypadku Hell Followed with Us (2022). Powieść Manhunt Gretchen Felker-Martin spotkała się z uznaniem krytyków za swoją brutalność, a Liam McBain z NPR zauważył, że książka stanowi przykład body horroru, w którym autor ukazuje niebezpieczeństwa związane z narzucaniem ról płciowych w kontekście apokalipsy. Z kolei debiut Alison Rumfitt Tell Me I'm Worthless (2021) to gotycka opowieść o marginalizacji, opowiedziana z perspektywy transkobiety i jej transfobicznej byłej przyjaciółki.
W książce It Came from the Closet: Queer Reflections on Horror (2023) Jude Ellison S. Doyle dostrzega powiązanie między tradycyjnymi przedstawieniami body horroru, które wykorzystują strach przed kobiecą seksualnością, a retoryką antytransową, traktującą medyczną tranzycję jako formę okaleczenia ciała. Doyle wskazuje na potrzebę stworzenia bardziej różnorodnych narracji w mainstreamowym horrorze, pisanych z perspektywy osób niebinarnych, podkreślając różnicę między osobistym odczuwaniem dyskomfortu a zewnętrzną, społeczną presją dotyczącą tożsamości płciowej.

Istnieje różnica między uczuciem dyskomfortu w związku z własnym ciałem a tym, że inni przyznają, jak bardzo niekomfortowo się z tobą czują, między przerażeniem odczuwanym przez człowieka a przerażeniem spowodowanym przez potwora.